# Вилкпеде

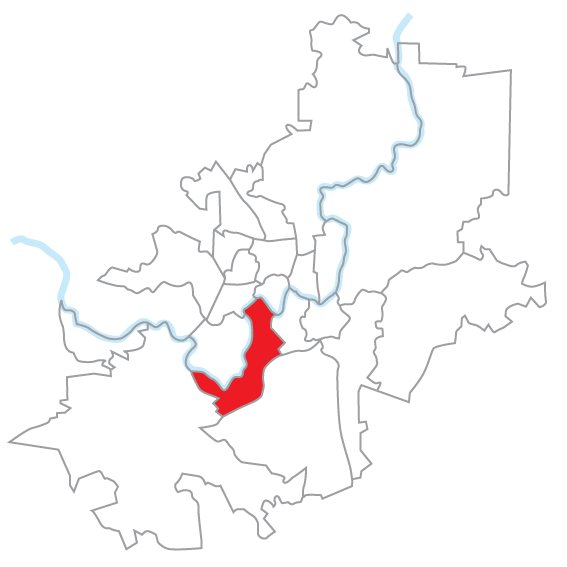
Вилкпедское староство

Ви́лкпеде (лит. Vilkpėdė — дословно «Волчья лапа») — один из районов Вильнюса, расположенный в 3 км к юго-западу от центра города, на левом берегу реки Вилии.

## Общая характеристика

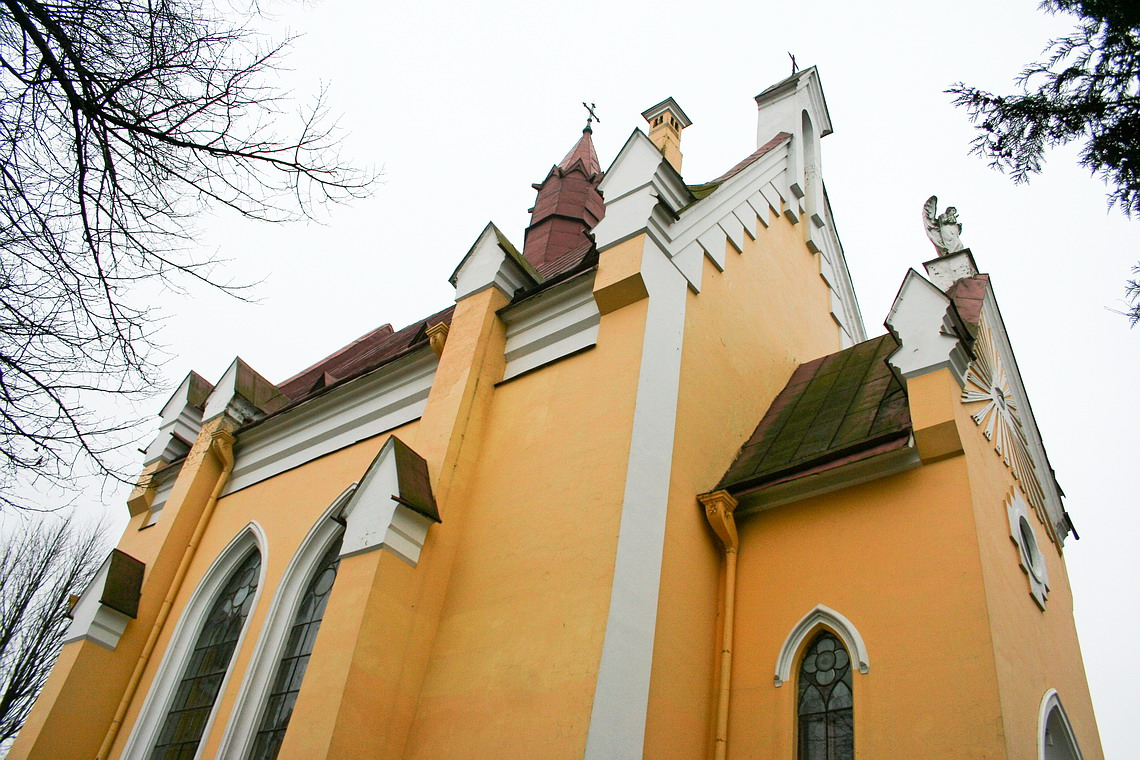
Костёл Божьего Провидения

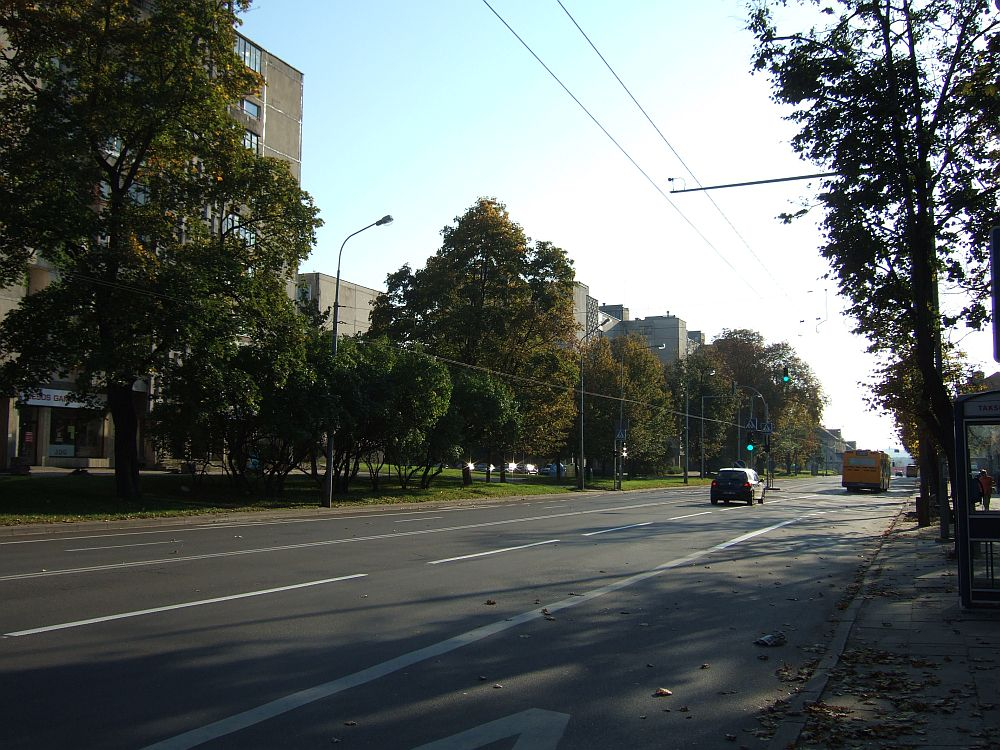
Проспект Саванорю

На территории района располагаются костёл Божьего Провидения, вильнюсская ТЭЦ, железнодорожная больница, литовский монетный двор (Lietuvos monetų kalykla), центральный офис банка Swedbank и другие учреждения.

## Вилкпедское староство
С 1990-х годов Вилкпеде с соседними районами образует Вилкпедское староство (лит. Vilkpedės seniūnija). Площадь территории староства составляет 10,8 км2. По данным переписи населения число жителей староства на 2022 год составляет 19 506 чел.
Важнейшая транспортная магистраль староства и самого района — проспект Саванорю. Постройки занимают 2/3 площади; 1/3 составляют леса и парки (лесные массивы в Жямейи-Паняряй и вдоль реки, парк Вингис, парк Вилкпедес). Жилая зона не превышает четверти площади застройки; 3/4 её занято зданиями производственного, административного, коммерческого назначения, складами и гаражами. В старостве насчитывается около 700 предприятий, из них к крупнейшим относятся «Silikatas», «Vilniaus vingis», мебельный комбинат, «Plasta», мясной комбинат.